# 臺北市立新民國民中學
臺北市立新民國民中學（英語：Taipei Municipal Xin Min Junior High School），是位於臺北市北投區的市立國中。目前有三棟教學大樓，分別為敬業樓、科學樓及工藝樓，樂群樓目前為臺北市北投社區大學使用。

## 沿革與校史簡述
臺灣地區自1968年開始實施九年義務教育，需要增設國民中學，當時隸屬於陽明山管理局規劃，決定利用原北投棒球場設立該校。同年5月6日潘故局長親自主持奠基典禮，定名為「新民國民中學」，隨即發包興建校舍，佔地面積42618坪（居台北市國中第二），該校於焉誕生。1968年9月9日該校正式開學1974年因陽明山管理局奉命改制，隨之更名為「臺北市立新民國民中學」。
該校初創時，連同明德國中、至善國中之名，乃取自大學首章「大學之道，在明明德，在親民(尚可讀做「新民」，在四書中 通常用「親民」)，在止於至善」之旨而命名，故獲名為新民國民中學。
目前學校校隊種類總共有四隊，有籃球隊、柔道隊、飛盤隊、網球隊。

## 歷任校長
| 任次 | 姓名   | 任職時間             |
| ---- | ------ | -------------------- |
| 1    | 高堂忠 |                      |
| 2    | 李瑞江 |                      |
| 3    | 鄭顯三 |                      |
| 4    | 滕春興 |                      |
| 5    | 李豐江 |                      |
| 6    | 謝應裕 | ~1994年2月           |
| 7    | 羅美娥 | 1994年2月~1996年7月  |
| 8    | 孔承先 | 1996年8月~2002年7月  |
| 9    | 張銀釵 | 2002年8月~2009年7月  |
| 10   | 丁榮金 | 2009年8月~2012年10月 |
| 11   | 柯淑惠 | 2012年10月~2017年8月 |
| 12   | 施俞旭 | 2017年8月~2023年8月  |
| 13   | 陳怡雲 | 2023年8月~           |

## 外部連結
- 臺北市立新民國民中學 （页面存档备份，存于）